# ES Bingerville
ES Bingerville is een Ivoriaanse voetbalclub uit Bingerville, een voorstad van Abidjan, die uitkomt in de MTN Ligue 1.
De club werd in 1995 opgericht als AS Transporteurs Bingerville (kortweg AST) en nam in 1998 de huidige naam aan. In 2008 plaatste de club zich voor de CAF Confederation Cup. In 2009 degradeerde de club uit de hoogste klasse, maar kon na één seizoen terugkeren. In 2013 volgde een nieuwe degradatie.

## Bekende (oud-)spelers
- Badra Ali Sangaré
- Elysée Irié Bi Séhi
- Davy Claude Angan
- Lebry Ouraga